# Jacob de Nísibis

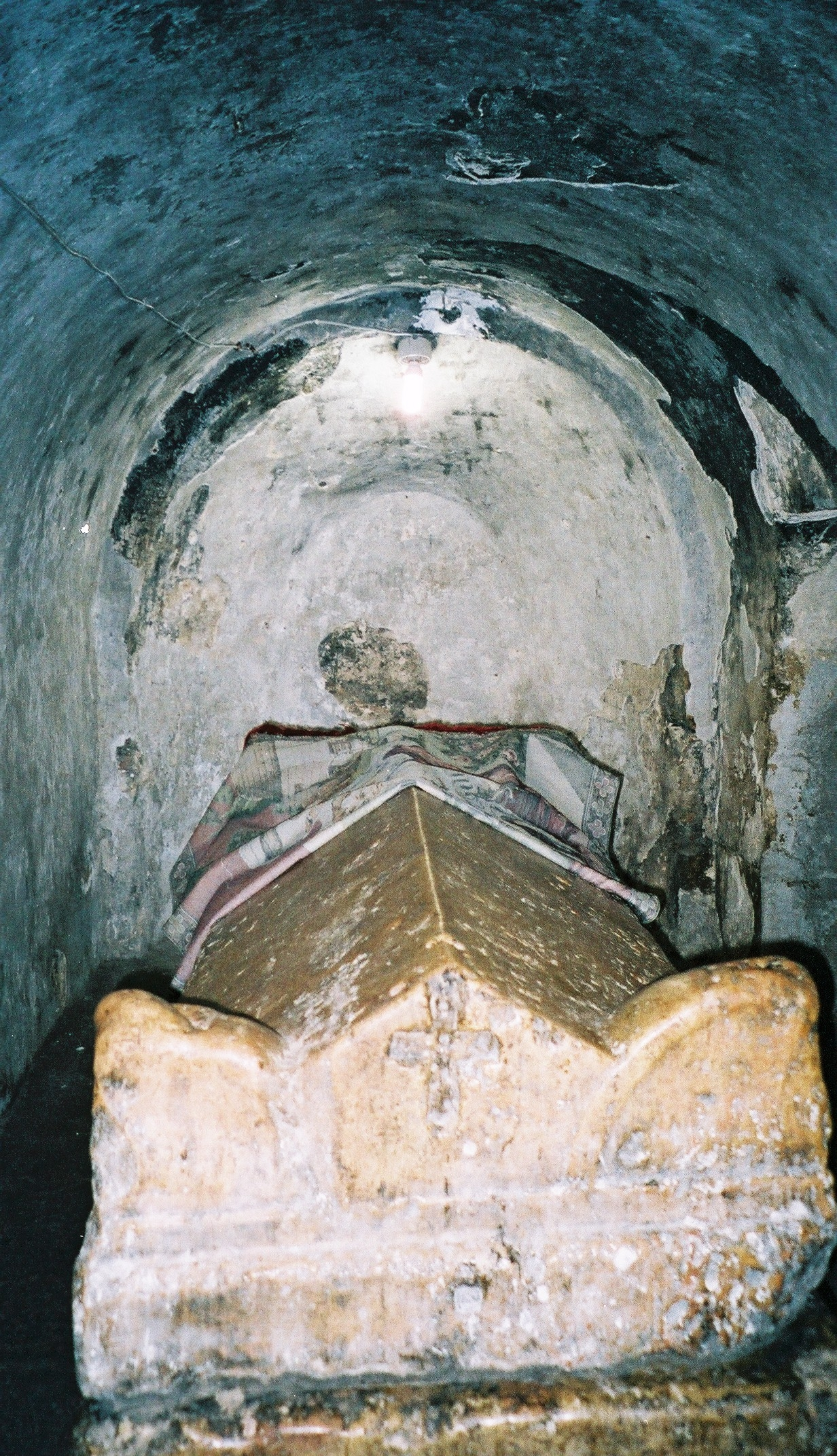
Tomba de Jacob de Nísibis situada a Nísibis.

Jacob de Nísibis (Jacobus, Ἰάκωβος) (Nísibis vers 270-341) conegut també com a Jacob Magne (Magnus) o el Gran (ὁ μεγας) fou un religiós sirià. Va néixer a Nísibis també coneguda per Antioquia de Migdònia (o Migdònica, llatí Antiocheia ad Mygdonium o Mygdonica) una ciutat de Mesopotàmia a la frontera persa.
Va escollir la vida de solitud i ascetisme a les muntanyes, dormint sobre els matolls la major part de l'any i buscant el refugi d'alguna cova als mesos més rigorosos de l'hivern. Teodoret li atribueix facultats de profeta i altres poders miraculosos.
Va predicar més tard a Pèrsia i al seu retorn fou nomenat bisbe de Nísibis i va deixar la solitud i es va traslladar a la ciutat, però va continuar una vida dura de sacrifici; fou benefactors dels pobres, guardià de les viudes i orfes i protector dels malalts. Efraïm, que fou expulsat de la casa paterna quan es va negar a participar en les pràctiques idòlatres del pare, va trobar refugi amb Jacob.
El llibre Menaea dels grecs li atribueix nombroses conversions de pagans. Gennadi de Marsella diu que va patir les persecucions dels successors de Dioclecià. Va estar present al concili de Nicea I el 325 i fou un dels campions dels consubstancialistes, i encara apareix com a signant a les actes del concili d'Antioquia el 341.
Fou probablement el 338 quan el rei persa Sapor II va assetjar Nísibis i la defensa fou encoratjada pel bisbe Jacob i va pujar a les muralles a orar i llavors gran quantitat d'insectes van atacar als cavalls dels perses que van haver d'aixecar el setge i això fou considerat una resposta a les oracions de Jacob.
Devia morir uns tres anys després vers el 341 o 342 encara que Dionís, patriarca dels jacobites, en la seva Crònica Siríaca, situa la seva mort el 338.
El martirologi dels cristians romans és commemorat el 15 de juliol, al menologi grec el 31 d'octubre, al sinaxari dels maronites el 13 de gener i al llibre de l'església copte el 18 del mes tybi.